# Джексон Тчатчуа
Дже́ксон Тчатчуа́ (фр. Jackson Tchatchoua; нар. 23 червня 2001, Іксель) — камерунський футболіст, вінгер англійського клубу «Вулвергемптон Вондерерз» і збірної Камеруну.

## Клубна кар'єра

### «Шарлеруа»
2013 року почав займатися футболом в структурі льєзького «Стандарда», потім в системі «Левена», а 2016 року приєднався до академії «Шарлеруа». 24 липня 2021 року дебютував в основному складі «Шарлеруа» в матчі Першого дивізіону А проти «Остенде». 16 грудня 2021 року в поєдинку проти «Генка» забив свій перший гол за «Шарлеруа».
20 червня 2022 року продовжив контракт з «Шарлеруа» до 2026 року з опцією продовження ще на один рік.
31 серпня 2023 року перейшов на умовах оренди в італійський клуб Серії A «Верона» до кінця сезону з правом викупу. 8 жовтня дебютував за нову команду в матчі Серії A проти «Фрозіноне», замінивши Дарко Лазовича. Всього за час оренди провів 27 поєдинків за «Верону».

### «Верона»
4 червня 2024 року став повноцінним гравцем «Верони», уклавши контракт до червня 2027 року. Сума трансферу становила 3 млн євро. 1 вересня 2024 року в матчі Серії A проти «Дженоа» забив свій перший гол за «Верону».
В сезоні 2024-25 з показником 34,88 км/г став найшвидшим гравцем в Серії A.

### «Вулвергемптон Вондерерз»
19 серпня 2025 року перейшов в англійський «Вулвергемптон Вондерерз», підписавши п'ятирічний контракт з опцією продовження ще на один сезон. Сума трансферу становила 12,5 млн євро.

## Кар'єра в збірній
В березні 2023 року отримав виклик до збірної Камеруну до 23 років.
13 травня 2024 року вперше викликаний до збірної Камеруну головним тренером Марком Брісом для участі в матчах відбіркового турніру до чемпіонату світу 2026 проти збірних Кабо-Верде та Анголи. 8 червня у поєдинку з Кабо-Верде дебютував за збірну Камеруну, вийшовши в стартовому складі.

## Статистика виступів

### Клубна статистика
Станом на 25 травня 2025 
| Клуб                    | Сезон             | Чемпіонат         | Чемпіонат | Чемпіонат | Кубок | Кубок | Кубок ліги | Кубок ліги | Інші  | Інші | Всього | Всього |
| Клуб                    | Сезон             | Дивізіон          | Матчі     | Голи      | Матчі | Голи  | Матчі      | Голи       | Матчі | Голи | Матчі  | Голи   |
| ----------------------- | ----------------- | ----------------- | --------- | --------- | ----- | ----- | ---------- | ---------- | ----- | ---- | ------ | ------ |
| Шарлеруа                | 2021–22           | Про-ліга          | 31        | 1         | 1     | 0     | —          | —          | 2     | 0    | 34     | 1      |
| Шарлеруа                | 2022–23           | Про-ліга          | 29        | 1         | 1     | 0     | —          | —          | —     | —    | 30     | 1      |
| Шарлеруа                | Всього            | Всього            | 60        | 2         | 2     | 0     | 0          | 0          | 2     | 0    | 64     | 2      |
| → Верона                | 2023–24           | Серія A           | 26        | 0         | 1     | 0     | —          | —          | —     | —    | 27     | 0      |
| Верона                  | 2024–25           | Серія A           | 36        | 2         | 1     | 0     | —          | —          | —     | —    | 37     | 2      |
| Верона                  | Всього            | Всього            | 62        | 2         | 2     | 0     | 0          | 0          | 0     | 0    | 64     | 2      |
| Вулвергемптон Вондерерз | 2025–26           | Прем'єр-ліга      | 1         | 0         | 0     | 0     | 0          | 0          | —     | —    | 1      | 0      |
| Всього за кар'єру       | Всього за кар'єру | Всього за кар'єру | 122       | 4         | 4     | 0     | 0          | 0          | 2     | 0    | 128    | 4      |

1. ↑  Матчі плей-оф за участь в єврокубках

### Міжнародна статистика
Станом на 25 березня 2025 
| Збірна            | Сезон             | Товариські | Товариські | Офіційні | Офіційні | Всього | Всього |
| Збірна            | Сезон             | Матчі      | Голи       | Матчі    | Голи     | Матчі  | Голи   |
| ----------------- | ----------------- | ---------- | ---------- | -------- | -------- | ------ | ------ |
| Камерун           |                   |            |            |          |          |        |        |
| 2024              | 0                 | 0          | 8          | 0        | 8        | 0      |        |
| 2025              | 0                 | 0          | 2          | 0        | 2        | 0      |        |
| Всього за кар'єру | Всього за кар'єру | 0          | 0          | 10       | 0        | 10     | 0      |

### Матчі за збірну
Станом на 25 березня 2025 
| Матчі Джексона Тчатчуа за збірну Камеруну | Матчі Джексона Тчатчуа за збірну Камеруну | Матчі Джексона Тчатчуа за збірну Камеруну | Матчі Джексона Тчатчуа за збірну Камеруну | Матчі Джексона Тчатчуа за збірну Камеруну | Матчі Джексона Тчатчуа за збірну Камеруну | Матчі Джексона Тчатчуа за збірну Камеруну | Матчі Джексона Тчатчуа за збірну Камеруну |
| №                                         | Дата                                      | Суперник                                  | Рахунок                                   | Голи                                      | Картки                                    | Хвилини                                   | Змагання                                  |
| ----------------------------------------- | ----------------------------------------- | ----------------------------------------- | ----------------------------------------- | ----------------------------------------- | ----------------------------------------- | ----------------------------------------- | ----------------------------------------- |
| 1                                         | 8 червня 2024                             | Кабо-Верде                                | 4–0                                       |                                           | 78'                                       | 90'                                       | Відбіркові матчі ЧС-2026                  |
| 2                                         | 11 червня 2024                            | Ангола                                    | 1–1                                       |                                           |                                           | 90'                                       | Відбіркові матчі ЧС-2026                  |
| 3                                         | 7 вересня 2024                            | Намібія                                   | 1–0                                       |                                           |                                           | 90'                                       | Відбіркові матчі КАН-2025                 |
| 4                                         | 10 вересня 2024                           | Зімбабве                                  | 0–0                                       |                                           |                                           | 90'                                       | Відбіркові матчі КАН-2025                 |
| 5                                         | 11 жовтня 2024                            | Кенія                                     | 4–1                                       |                                           |                                           | 90'                                       | Відбіркові матчі КАН-2025                 |
| 6                                         | 14 жовтня 2024                            | Кенія                                     | 1–0                                       |                                           |                                           | 90'                                       | Відбіркові матчі КАН-2025                 |
| 7                                         | 13 листопада 2024                         | Намібія                                   | 0–0                                       |                                           |                                           | 45'                                       | Відбіркові матчі КАН-2025                 |
| 8                                         | 19 листопада 2024                         | Зімбабве                                  | 2–1                                       |                                           |                                           | 90'                                       | Відбіркові матчі КАН-2025                 |
| 9                                         | 19 березня 2025                           | Есватіні                                  | 0–0                                       |                                           |                                           | 78'                                       | Відбіркові матчі ЧС-2026                  |
| 10                                        | 25 березня 2025                           | Лівія                                     | 3–1                                       |                                           |                                           | 90'                                       | Відбіркові матчі ЧС-2026                  |

Всього: 10 матчів / 0 голів; 6 перемог, 4 нічиї, 0 поразок.